# Indonésie na Letních olympijských hrách 2004
Indonésie se účastnila Letní olympiády 2004. Zastupovalo ji 24 sportovců v 7 sportech.

## Medailisté
| Medaile | Jméno                   | Sport     | Soutěž        |
| ------- | ----------------------- | --------- | ------------- |
| Zlato   | Taufik Hidayat          | Badminton | muži dvouhra  |
| Stříbro | Raema Lisa Rumbewasová  | Vzpírání  | ženy do 53 kg |
| Bronz   | Soni Dwi Kuncoro        | Badminton | muži dvouhra  |
| Bronz   | Eng Hian Flandy Limpele | Badminton | muži čtyřhra  |